# Wahlen zum Senat der Vereinigten Staaten 2004
Am 2. November 2004 wurde in den Vereinigten Staaten der Senat gewählt. Die Republikaner konnten ihre Mehrheit stark ausbauen. Die Wahlen waren ein Teil der Wahlen in den Vereinigten Staaten 2004.
Der 109. Kongress der Vereinigten Staaten nahm seine Arbeit am 4. Januar 2005 auf.

## Ausgangslage
Im Senat stellt jeder der 50 Bundesstaaten 2 Abgeordnete. Vor den Wahlen waren 51 Senatoren Republikaner, 48 Demokraten und einer unabhängig. In 34 Bundesstaaten wurde 2004 jeweils ein Senator neu gewählt (Klasse III), die Amtszeit der restlichen 66 Senatoren endete 2006 bzw. 2008. Von den zur Wahl stehenden Sitzen wurden bisher 19 von Demokraten und 15 von Republikanern gehalten. Die Republikaner erhielten sechs Sitze von den Demokraten und mussten zwei abgeben.
Zu Veränderungen nach der Wahl siehe auch Liste der Mitglieder des Senats im 109. Kongress der Vereinigten Staaten.

## Ergebnisse
| Partei       | Stimmen    | Stimmen in Prozent | Veränderung zur Wahl 1998 | Sitze | Veränderung zur Wahl 2002 |
| ------------ | ---------- | ------------------ | ------------------------- | ----- | ------------------------- |
| Republikaner | 39.920.562 | 45,3               | −1,5                      | 55    | +4                        |
| Demokraten   | 44.754.618 | 50,8               | +1,3                      | 44    | −4                        |
| Unabhängige  | 186.231    | 0,2                | +0,1                      | 1     | 0                         |
| Sonstige     | 3.235.936  | 3,7                | +0,1                      | 0     | 0                         |